# فهرست قنات‌های شهرستان مریوان
جدول زیر براساس آمار وزارت جهاد کشاورزی تهیه شده‌است. فهرست زیر قنات‌های شهرستان مریوان در استان کردستان را نشان می‌دهد.
| نام قنات   | موقعیت                           | نزدیک‌ترین روستا | طول قنات (متر) | تعداد میله چاه | عمق مادر چاه | دبی (لیتر بر ثانیه) | سطح زیر کشت (هکتار) |
| ---------- | -------------------------------- | --------------- | -------------- | -------------- | ------------ | ------------------- | ------------------- |
| اسماعیل کر | بخش مرکزی شهرستان مریوان         | پیرصفا          | ۶۰             | ۷              | ۷            | ۳۵                  | ۸۰                  |
| سیف سفلی   | بخش مرکزی شهرستان مریوان         | سیف سفلی        | ۶۵             | ۳              | ۵            | ۲                   | ۱۰                  |
| قلعه تین   | بخش خاو و میرآباد شهرستان مریوان | پخی             | ۱۲۰            | ۲              | ۴            | ۳                   | ۱۵                  |
| چاوک       | بخش خاو و میرآباد شهرستان مریوان | کانی میران      | ۷۰             | ۴              | ۶            | ۶۰                  | ۱۲۰                 |
| کانی خوارو | بخش مرکزی شهرستان مریوان         | بالک            | ۴۵۰            | ۱۰             | ۵            | ۱۵                  | ۷۰                  |
| کانی گوره  | بخش مرکزی شهرستان مریوان         | ینگجه           | ۳۰             | ۶              | ۸            | ۱۵                  | ۴۵                  |